# قازان خان ابن ياساور
قازان خان (توفي عام 1346) كان خان من خانية جغتاي من ج. 1343 حتى وفاته.

## سيرته
قازانهو ابن ياسَأور، أمير الجغتائيون ثار في عام 1310. عند وصوله إلى العرش، حاول توسيع سلطته داخل أولوس (مقر السلطة). أثارت هذه الإجراءات غضب النبلاء الذين دعموا القارؤان أمير قازاغان. تحارب الاثنان عام 1345؛ وانتصر قازان على قازاغان في معركة شمال البوابات الحديدية. وأصيب قازاغان بجروح، انسحب قازان،وقرر قضاء الشتاء في قصره في مدينة قرشي، مما سمح لقازاغان بإعادة بناء قواته. في العام التالي قاتل مرة أخرى جيش قازان ونتصر هذه المرة. قُتل قازان أثناء المعركة.
كانت وفاة قازان بمثابة نهاية السلطة الفعلية لآل جغتاي داخل بلاد ما وراء النهر (باستثناء فترة وجيزة من 1360 حتى 1363)؛ استولى الأمراء على أولوس وحكم الخانات بالاسم فقط. كان الخان التالي هو دانشمندجي، وكان دمية في يد قازاغان، الذي أصبح القائد الفعلي لقارؤانيين.